# Deddington (Australië)
Deddington is een plaats in de Australische deelstaat Tasmanië.